# NGC 6375
NGC 6375 (również PGC 60384 lub UGC 10875) – galaktyka eliptyczna (E), znajdująca się w gwiazdozbiorze Herkulesa. Odkrył ją Albert Marth 15 maja 1864 roku.